# Péter Kovács (Historiker)
Péter Kovács (* 1969) ist ein ungarischer Historiker, Archäologe und Klassischer Philologe.

## Leben und Wirken
Péter Kovács erlangte 1997 den Ph.D. in Geschichtswissenschaft an der Eötvös-Loránd-Universität in Budapest und 2008 von der Ungarischen Akademie der Wissenschaften den Grad „Doktor der Wissenschaften“ (DSc) auf dem Gebiet Sprachwissenschaft.
Er lehrt seit 1997 an der Katholischen Péter-Pázmány-Universität in Piliscsaba. 2003 habilitierte er sich und wurde 2010 Professor für Geschichte an der Fakultät für Geisteswissenschaften der Péter-Pázmány-Universität. Er lehrt auch an der Nationalen Universität des Öffentlichen Dienstes (Nemzeti Közszolgálati Egyetem).
Seine Forschungsschwerpunkte sind die Provinzialrömische Archäologie und die Geschichte des Römisches Reiches. Außerdem beschäftigt er sich mit Epigraphik, insbesondere mit lateinischen und griechischen Inschriften.
Mit Bence Fehér ist er Herausgeber der Quellensammlung Fontes Pannoniae Antiquae, die im Verlag Károli Egyetemi erscheint.

## Schriften
- (Hrsg.): Corpus inscriptionum Graecarum Pannonicarum (= Hungarian Polis Studies. Band 3). Universität Debrecen, Debrecen 1998, ISBN 963-472-252-0. 3. Auflage: 2007, ISBN 978-963-473-045-3 (Hungarian Polis Studies. Band 15).
- Vicus és castellum kapcsolata az alsó-pannoniai limes mentén (= Studia Classica. Series Historica. Band 1). Katholische Péter-Pázmány-Universität, Piliscsaba 1999, ISBN 963-03-8074-9.
- Matrica – excavations in the Roman fort at Százhalombatta (1993–1997) (= Studia Classica Universitatis Catholicae de Petro Pazmany Nominatae. Series Historica. 3). Kirké, Budapest 2000, ISBN 963-00-5592-9.
- mit Zsolt Visy, Endre Tóth, Dénes Gabler, László Kocsis u. a.: Von Augustus bis Attila – Leben am ungarischen Donaulimes (= Schriften des Limesmuseums Aalen. 53). Theiss, Stuttgart 2000, ISBN 3-8062-1541-3.
- mit Bence Fehér: Fontes Pannoniae antiquae. 2 Bände. Károli Egyetemi, Budapest.
  - Band 2: Pannonia története Kr. u. 54-től a markomann háború kitöréséig (166). 2003, ISBN 963-8392-63-0.
  - Band 1: Korai földrajzi szerzők. A római hódítás kora (Kr. u. 54-ig). 2004, ISBN 963-8392-61-4.
- Excavations in the roman auxiliary fort of Annamatia (Baracs) between 1999 and 2005. Opitz, Budapest 2005, ISBN 963-86998-3-3.
- Tituli Romani in Hungaria Reperti. Supplementum (= Die römischen Inschriften Ungarns. Band 7). Habelt, Bonn 2005, ISBN 3-7749-3374-X.
- mit Bence Fehér (Hrsg.): The history of Pannonia from 54 A. D. to the outbreak of the Marcomannic war (166). Egyetemi, Budapest 2005, ISBN 963-8392-85-1.
- Fontes Pannoniae antiquae. Pan, Budapest.
  - Band 3: Kr. u. 166-tól Kr. u. 192-ig. 2006, ISBN 963-06-0709-3.
  - Band 4: Forrásai a Severus Korban. 2007, ISBN 978-963-06-2042-0.
  - Band 5: Kr. u. 235 és 284 között. 2008, ISBN 978-963-880110-4.
- Marcus Aurelius’ Rain Miracle and the Marcomannic Wars (= Mnemosyne Supplements. Band 308). Brill, Leiden 2009, ISBN 978-90-04-16639-4.
- Közlemények; tanulmányok; előszók. Ungarische Akademie der Wissenschaften, Budapest 2009, ISBN 978-963-508-590-3.
- mit Ádám Szabó (Hrsg.): Tituli Aquincenses. Pytheas, Budapest.
  - Band 1: Tituli operum publicorum et honorarii et sacri. ISBN 978-963-9746-75-6.
  - Band 2: Tituli sepulcrales et alii Budapestini reperti. 2010, ISBN 978-963-9746-73-2.
- Fontes Pannoniae antiquae. Band 6: Az ókori Pannonia forrásai az elsö tetrarchia korában (Kr. u. 285–305). Pytheas, Budapest 2011, ISBN 978-963-9746-94-7.
- mit Werner Eck, Bence Fehér (Hrsg.): Studia epigraphica in memoriam Géza Alföldy. Habelt, Bonn 2013, ISBN 978-3-7749-3866-3.
- Die antiken Quellen zu Pannonien in der Spätantike. Teil 1: 284–337 n. Chr. Phoibos, Wien 2014, ISBN 978-3-85161-109-0.
- A history of Pannonia during the Principate (= Antiquitas. Reihe 1: Abhandlungen zur Alten Geschichte. Band 65). Habelt, Bonn 2014, ISBN 978-3-7749-3918-9.
- A history of Pannonia in the late Roman period I (284–363 AD)  (= Antiquitas. Reihe 1: Abhandlungen zur Alten Geschichte. Band 67). Habelt, Bonn 2016, ISBN 978-3-7749-4007-9 (englischsprachige Fachrezension).
- (Hrsg.): Tiberius in Illyricum. Contributions to the history of the Danubian provinces under Tiberius’ reign (14–37 AD) (= Hungarian Polis Studies. Band 24). Universität Debrecen, Debrecen 2017, ISBN 978-963-284-920-1.
- mit Bence Fehér: Palaeographia Aquincensis. Aquincum görög és Latin feliratainak paleográfiája. Pytheas, Budapest 2018, ISBN 978-615-5741-11-1.
- Pannonia története a későrómai korban (Kr. u. 284–395). Pytheas, Budapest 2019, ISBN 978-615-574114-2.
- mit Géza Alföldy, Ádám Szabó (Hrsg.): Tituli Aquincenses. Band 4: Pars septentrionalis agri Aquincensis. Pytheas, Budapest 2020, ISBN 978-615-5741-28-9.
- mit Ádám Szabó (Hrsg.): Tituli Aquincenses. Band 5: Tituli Intercisae reperti. Pytheas, Budapest 2021, ISBN 978-615-5741-56-2.
- mit Ádám Szabó (Hrsg.): Tituli Aquincenses. Band 6: Tituli partis meridionalis agri Aquincensis et in Barbarico reperti. Pytheas, Budapest 2023, ISBN 978-615-5741-70-8.

Artikel und Buchbeiträge:
- Neue römische Inschriften im Matrica-Museum (Százhalombatta). In: Acta antiqua. Academiae scientiarum Hungaricae. 36, Budapest 1995, S. 249–264.
- The principia of Matrica. In: Communicationes archeologicae Hungariae. Ungarisches Nationalmuseum, Budapest 1999, S. 49–74.
- Excavations in the principia of Matrica (Szazhalombatta) 1995–1997. In: Roman Frontier Studies. Proceedings of the XVIIth International Congress of Roman Frontier Studies, Zalau 1997. Cluj-Napoca 1999, S. 405–413.
- Juppiter Optimus Maximus Paternus and the Cohors milliaria Maurorum. In: Acta antiqua Academiae Scientiarum Hungaricae. 40, Akadémiai Kiadó, Budapest 2000, S. 239–246.
- Adatok a tetrachia-kori katonai építkezésekhez Pannoniában. In: Antik tanulmányok. 45, 2001, S. 141–168.
- Annamatia (Baracs) a roman auxiliary fort in Pannonia. In: Acta Archaeologica Academiae Scientiarum Hungaricae. 41, 2001, S. 55–80.
- Beiträge in: Zsolt Visy, Katalin Almássy (Hrsg.): The Roman army in Pannonia. An archaeological guide of the Ripa Pannonica. Teleki Lázló Foundation, Budapest 2003, ISBN 963-86388-2-6.

The late Roman Army. S. 31–36.
Annamatia castellum. 119–121.
- The Roman well in the principia at Matrica. In: Antaeus. 26, 2003, S. 69 ff.
- Die römischen Inschriften Ungarns. Supplementum 1. In: Antik Tanulmányok. 47, 2, 2003, S. 319–322.
- Beneficiarius lances and ring-pommel swords in Pannonia. In: Zsolt Visy (Hrsg.): Limes XIX. Proceedings of the XIXth International Congress of Roman Frontier Studies. Universität Pécs, Pécs 2003, ISBN 963-642-053-X, S. 955–970.
- The Late Roman Army in Pannonia. In: Acta antiqua Academiae Scientiarum Hungaricae. 44, 2004, S. 115–122 (online).
- Hasta Pura. In: Acta Archaeologica Academiae Scientiarum Hungaricae. 55, Nr. 1–2, 2004, S. 81–92.
- A new imperial epithet of the cohors VII Breucorum. In: Acta Archaeologica Academiae Scientiarum Hungaricae. 56, 2005, S. 245–250.
- A new gate-tower type in Pannonia Inferior. The northern Gate of Annamatia. In: Acta archaeologica Academiae Scientiarum Hungaricae. 57, 2006, ISSN 0001-5210, S. 25 ff.
- Burgus building inscriptions of Commodus from Pannonia. In: Sylloge Epigraphica Barcinonensis. 6, 2008, S. 125–138.
- mit Barnabás Lőrincz: Neue lateinische Inschriften aus Komitat Komárom-Esztergom I. In: Zeitschrift für Papyrologie und Epigraphik. 174, 2010, S. 277–287.
- mit Barnabás Lőrincz: Altäre aus dem Auxiliarlager Solva. Neue römische Inschriften aus Komitat Komárom-Esztergom II. In: Zeitschrift für Papyrologie und Epigraphik. 179, 2011, S. 247–270.
- Der Bernsteinstraßenraum und seine Bewohner. In: Ute Lohner-Urban, Peter Scherrer (Hrsg.): Der obere Donauraum 50 v. bis 50 n. Chr. Frank & Timme, Berlin 2015, ISBN 978-3-7329-0143-2, S. 217–226.